# Liste des affluents du Léman
Les affluents du Léman sont les cours d'eau qui se déversent directement dans le Léman. Les quatre principaux affluents du Léman sont le Rhône, la Dranse, l'Aubonne et la Venoge.

## Rive nord
Les affluents du Léman sur la rive nord, ou rive droite (depuis l'embouchure du Rhône), sont essentiellement des cours d'eau vaudois.
- Le Vieux Rhône
- Le grand Canal (14,7 km)
- L'Eau Froide (11,3 km)
- La Tinière (5,5 km)
- La Veraye
- La Baye de Montreux (8,2 km)
  - Le ruisseau de Vaunaises
- La Baye de Clarens (7,1 km)
  - L'Avessan (3,3 km)
- Le ruisseau de la Maladaire
- L'Ognona
- La Veveyse (19,5 km)
  - La Veveyse de Châtel
    - Le ruisseau de Rathevi
    - Le ruisseau de Vérolly
    - Le ruisseau de Perry
    - Le ruisseau de Montgevin

  - La Veveyse de Fégire
    - Le ruisseau de Saudanne

  - Le ruisseau de la Denève
- La Salenche
- Le Forestay (5,7 km)
- Le Rio d'Enfer
- La Lutrive (6,7 km)
  - Le ruisseau de la Croix
- La Paudèze (5,4 km)
  - Le Chandelar
    - Le Flon Morand

  - Le Flonzel
- La Vuachère (7 km)
  - Le ruisseau du Riolet
- Le Flon (11,7 km)

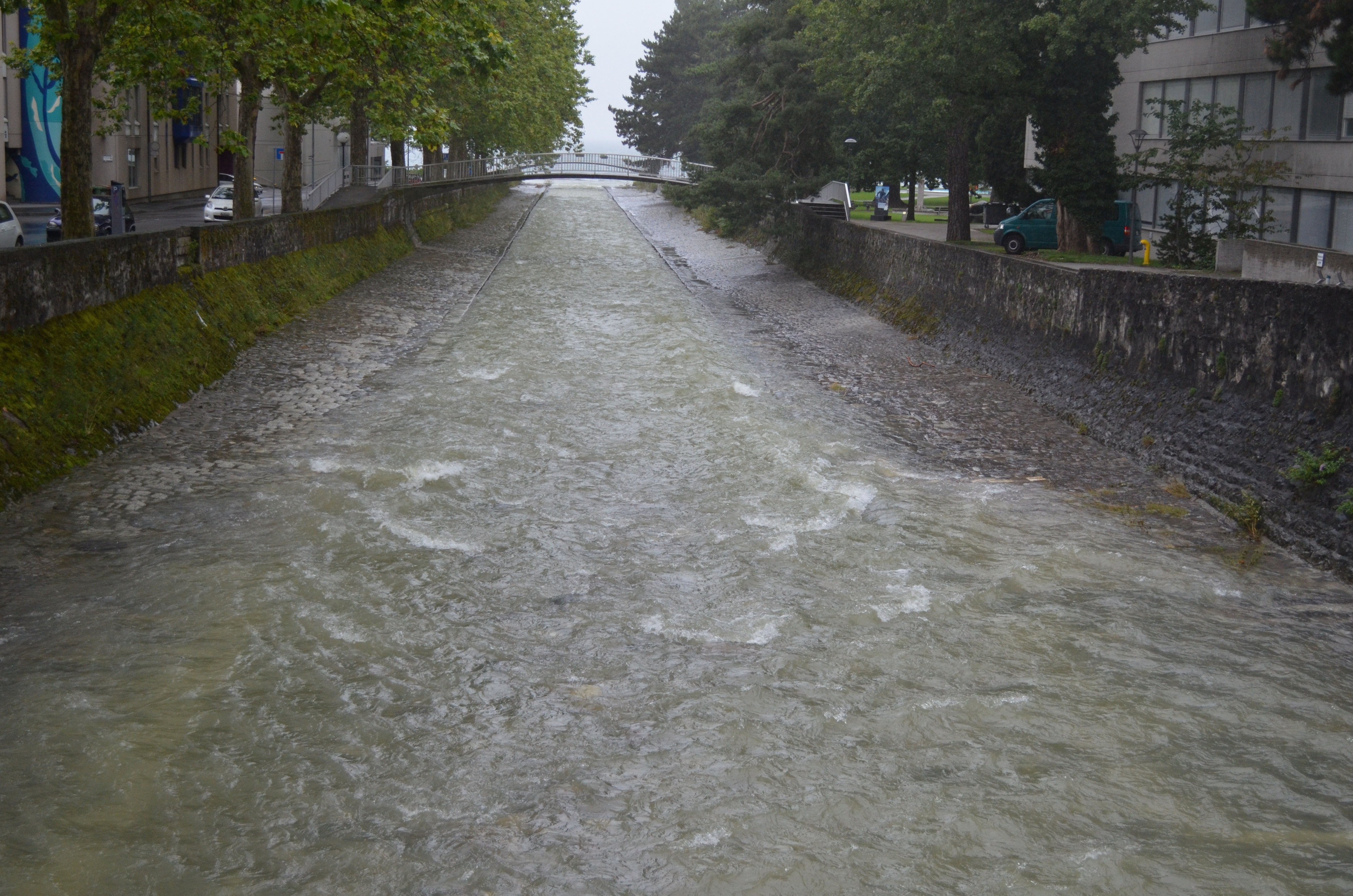
La Veveyse.

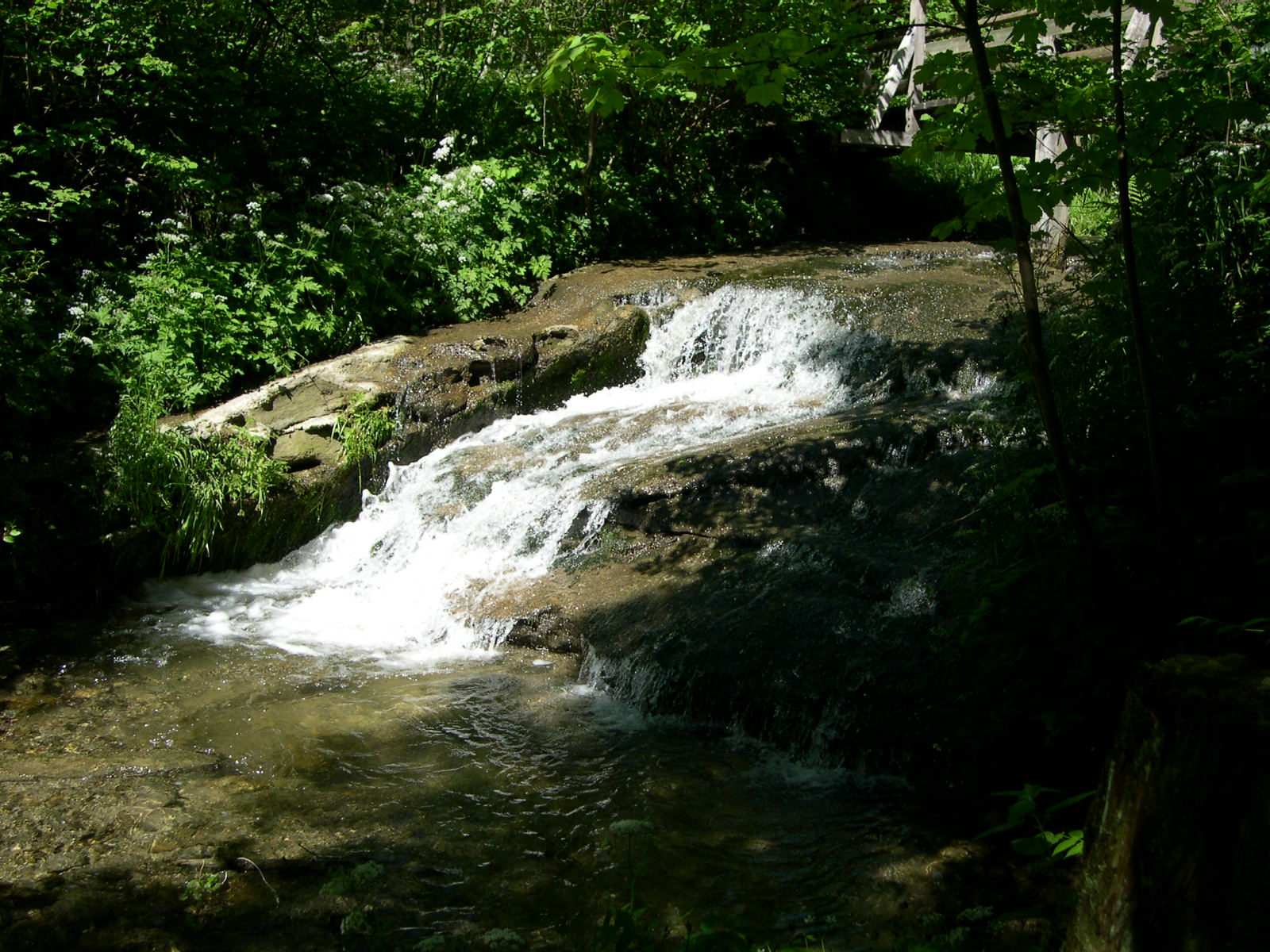
Le Flon.

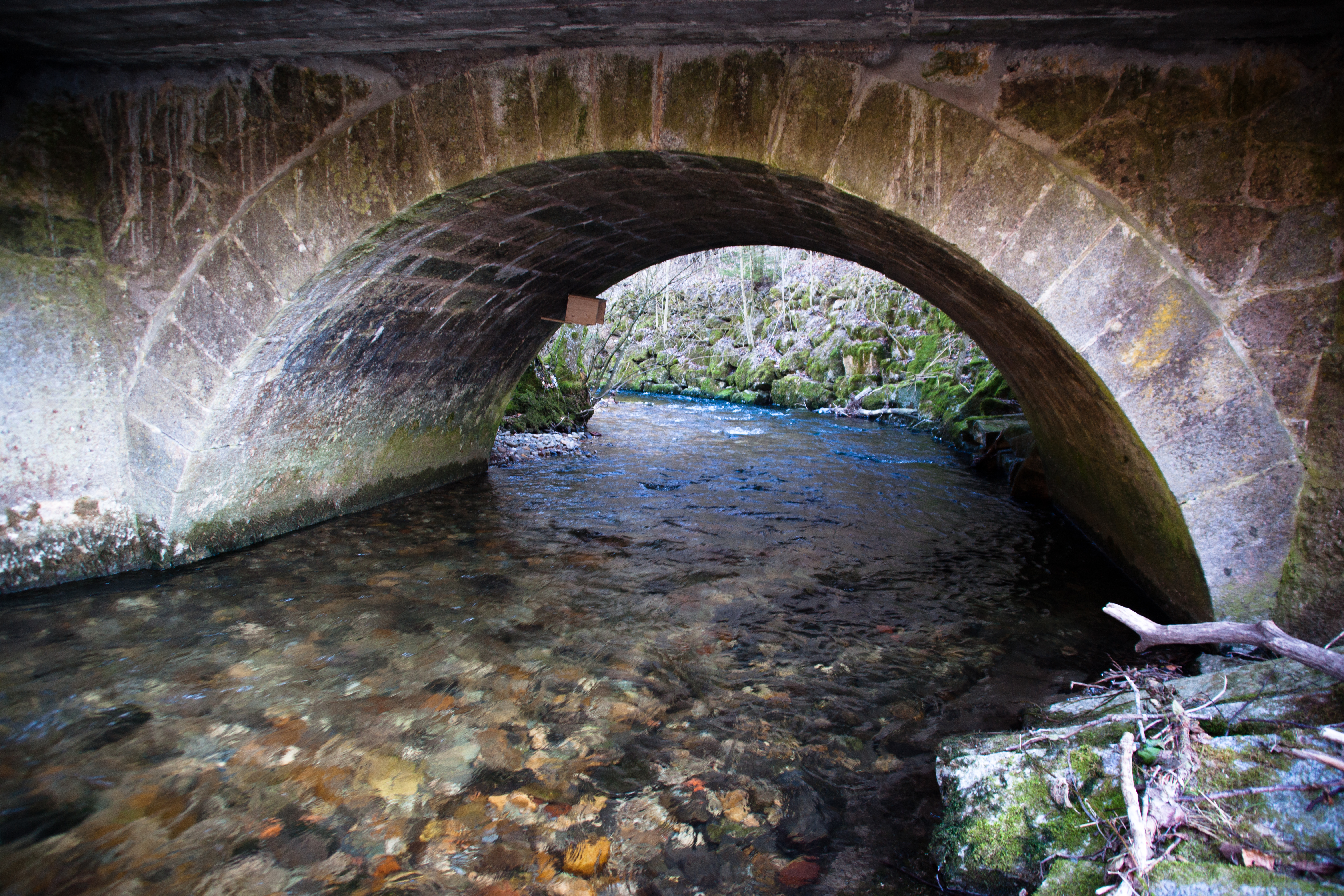
La Venoge.

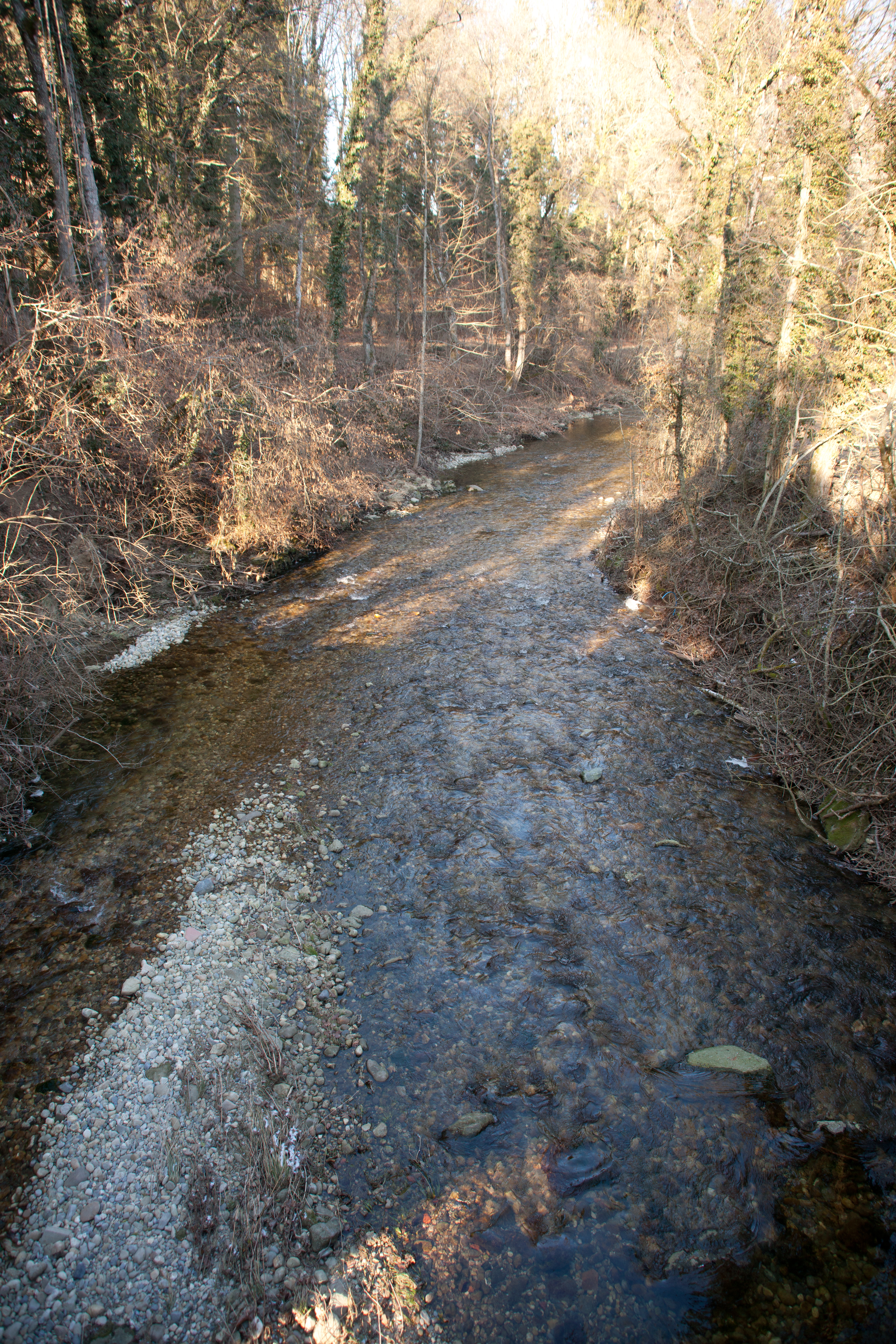
Le Veyron.

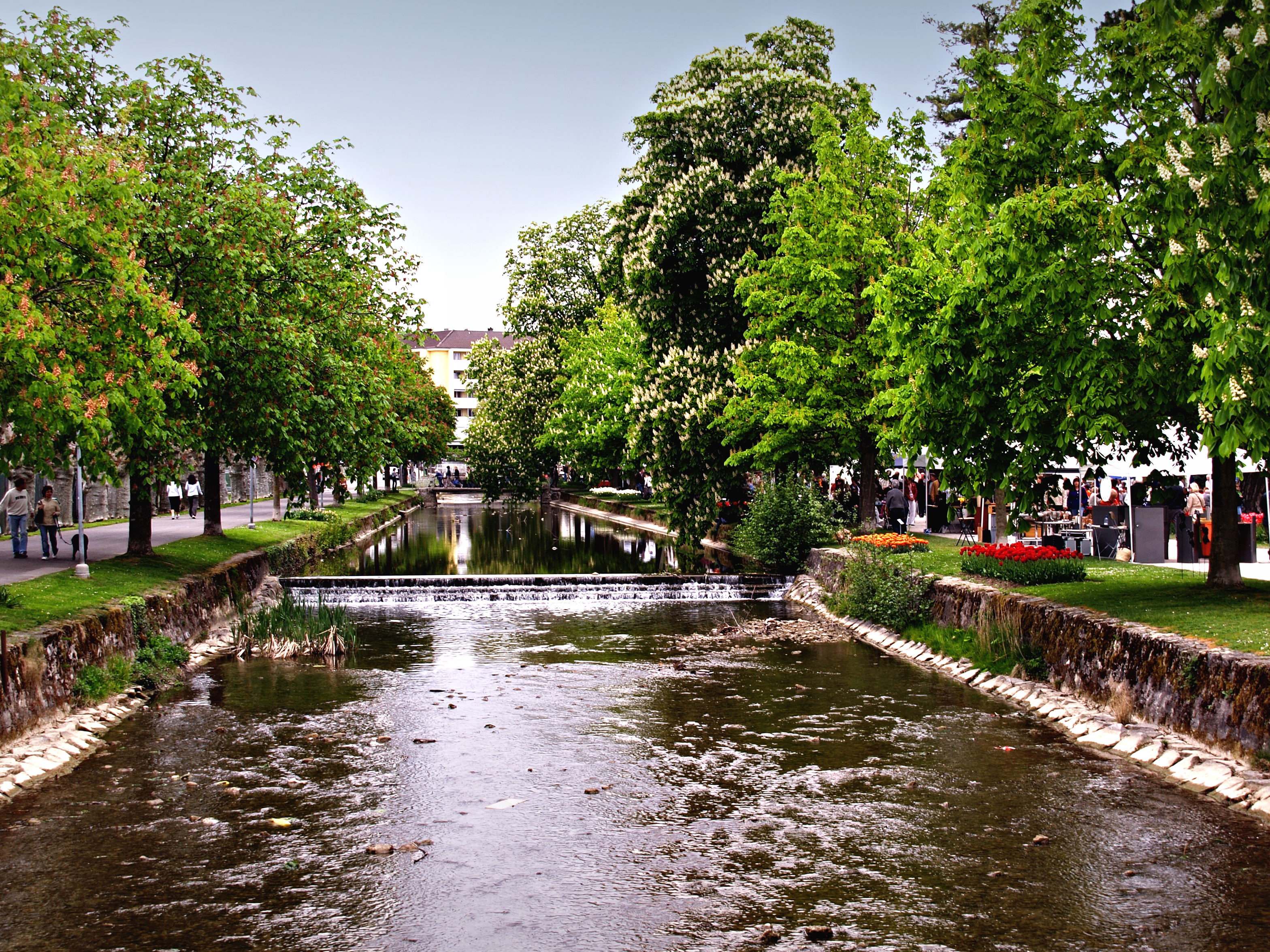
La Morges.

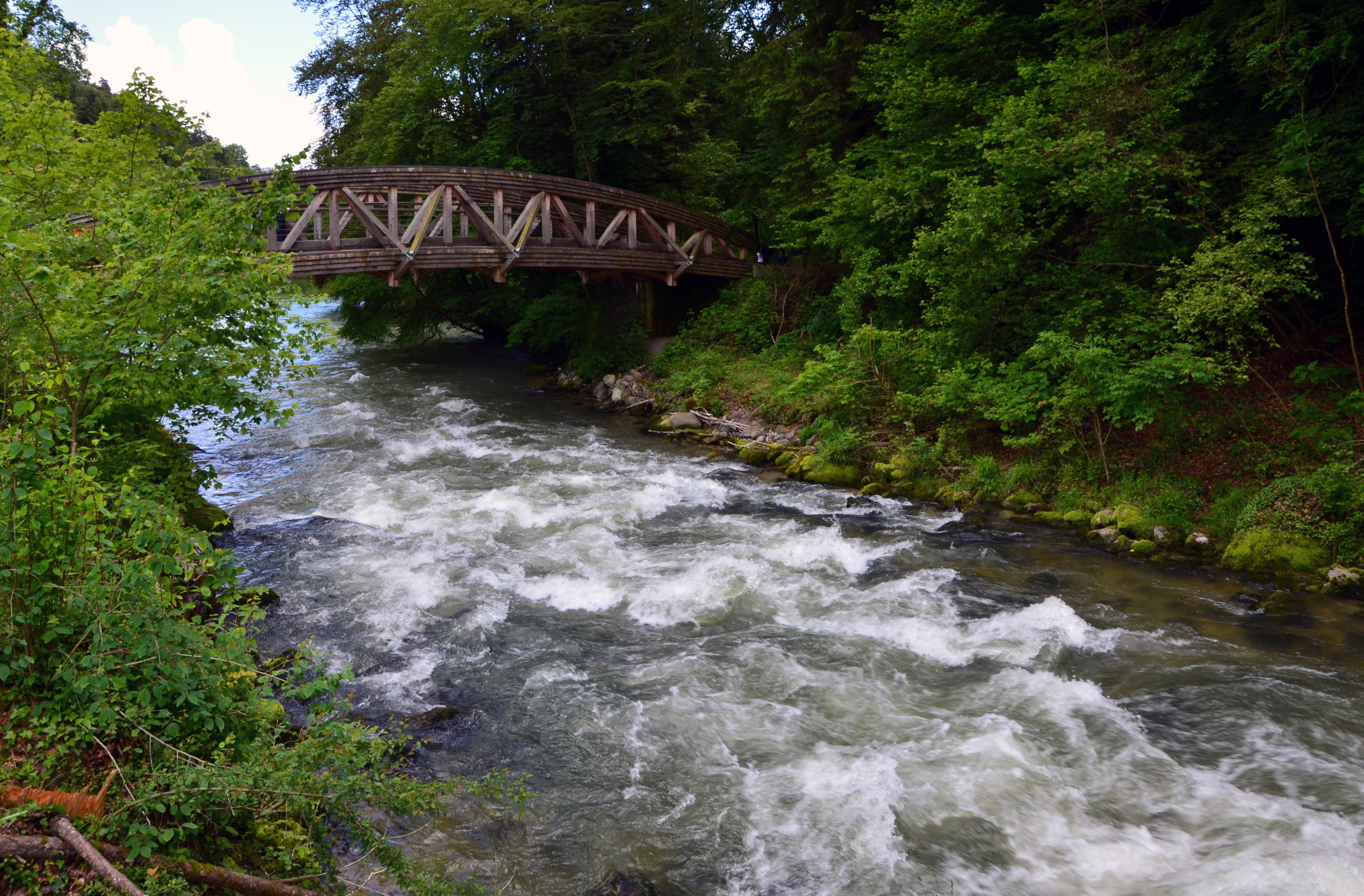
L'Aubonne.

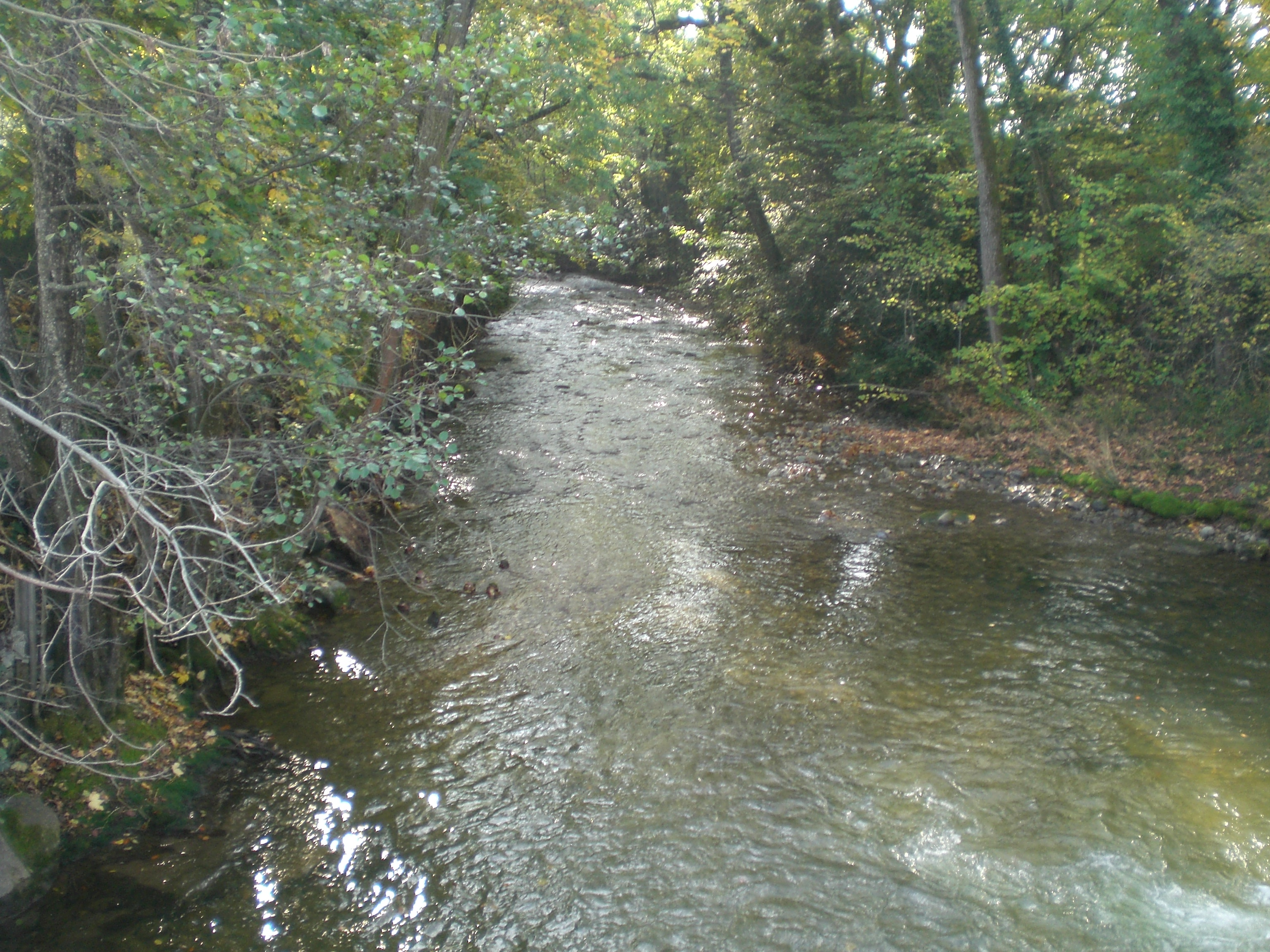
La Promenthouse.

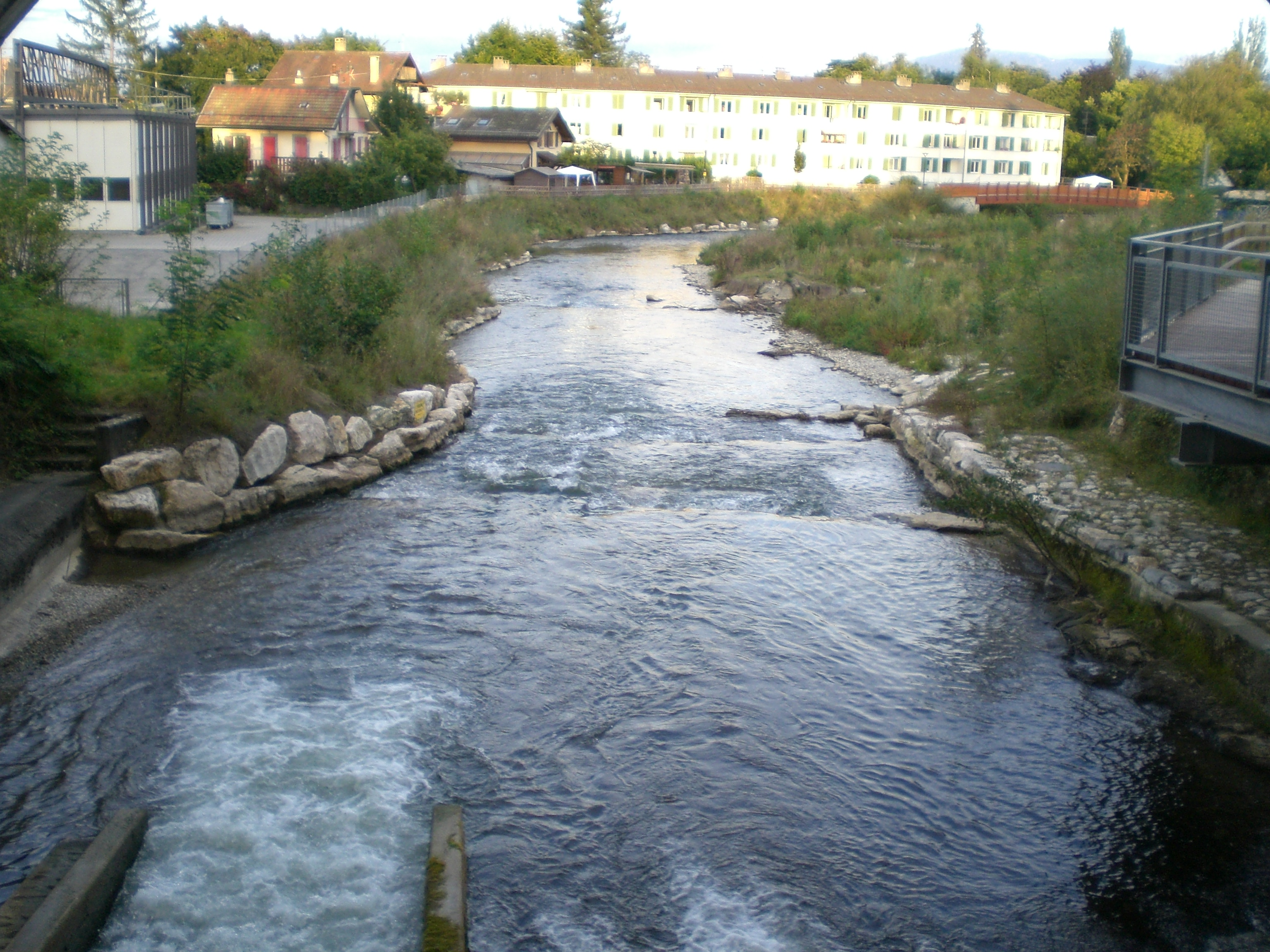
La Versoix.

- La Chamberonne issu de la confluence de la Sorge et de la Mèbre
- La Venoge (42 km)
  - La Chergeaule
  - Le Veyron (18,5 km)
    - La Malagne
    - Le ruisseau de Lamponex

  - La Molombe
  - La Senoge
    - La Broye de Vullierens

  - L'Arena (rive droite)
- Le Bief
  - La Maraîchère
- La Morges (12 km) affluents :
  - Le Cambagnou (rive gauche)
  - Le Grand Curbit (rive droite)
  - Le Bâillon (rive gauche)
- Le Boiron de Morges affluent : Blacon (rive gauche)
- Le ruisseau de Chenaux
- Le Riau des Etaloges, au sud est de Buchillon, le Riau à son embouchure à quelques encablures du ruisseau des Chenaux
- L'Aubonne (12,2 km)
  - Le Flumau
  - L'Armary
    - La Malarmary
    - Le Roju

  - La Sandoleyre
    - Le ruisseau des Rottières
    - Le ruisseau des Chaux

  - Le Toleure
    - La Saubrette
      - Le ruisseau de l'Outard
- L'Armary, traversant Allaman
- L'Eau Noire
  - La Gordanne
- Le Rupalet
- La Bigaire
  - Le ruisseau de Famolens
  - Le Flon
- Nom inconnu, se jetant dans le Lac Léman à l'ouest de la ville de Rolle
- Nom inconnu, se jetant dans le Lac Léman au lieu-dit Pré de Vers à l'ouest de Rolle
- Le Flon de Vincy (4,2 km), se jetant dans le Lac Léman au lieu-dit Fleur d'Eau à l'ouest de Rolle
- Nom inconnu, se jetant dans le Lac Léman au lieu-dit Les Fougères
- La Dullive
  - Le Lavasson
  - Le Fossy
- Nom inconnu, se jetant dans le Lac Léman entre Gland et l'embouchure de la Dullive
- La Promenthouse (16 km)
  - La Serine
    - Le ruisseau de la Combe, anciennement Sisille
    - Le ruisseau du Geny
    - La Moteline
    - La Torne

  - Le ruisseau de Cordex
  - Nom inconnu, prenant sa source au sud de Genolier
    - Le ruisseau de Montant
    - Le ruisseau de l'Oujon

  - La Colline
- Nom inconnu, s'écoulant à l'ouest de la Promenthouse
- Nom inconnu, s'écoulant au centre de Prangins, juste à l'est du château
- L'Asse (9,7 km)
- Le Cossy, s'écoulant au centre de Nyon, le long de la voie du NStCM
- Le Boiron (8,5 km)
  - Le Boironnet
- Nom inconnu
- Le Nant du Pry
- Le Brassu (4,7 km)
- Le Greny
  - La Doye
  - Le Bornalet
- Nom inconnu, petit ruisseau au nord du village de Tannay
- Le Nant du Torry
  - Le Torry
- Le Nant de Braille
- La Versoix (21,9 km)
  - Le Creuson
- Le Gobé (3,4 km)

## Rive sud
Les affluents du Léman sur la rive sud, ou rive gauche (depuis l'embouchure du Rhône), sont essentiellement des cours d'eau valaisans et haut-savoyards.
- Le canal Stockalper (14,7 km)
- Le Tové
- La Morge (5,9 km), frontière Valais - Haute-Savoie
- Le ruisseau de la Chéniaz
- Le ruisseau du Locum
- Le ruisseau de la Corne
- Le ruisseau de la Carrière
- La Dranse
- Le ruisseau de Drainan
- Le ruisseau de Coppy
- Le ruisseau de Montigny
- Le ruisseau de Forchez
- La Dranse (49,1 km)
  - La Dranse d'Abondance (18 km)
  - La Dranse de Morzine (26,4 km)
  - Le Brevon (22,1 km)
  - Le Maravant
- La Nant d'Aisy
- Le Pamphiot
- Le Redon (11,7 km)
- Le Dronzet
- Le Foron
- Le Vion
- Le Mercube Rau
- le ruisseau des Pâquis
- La Vorze Rau
- Le ruisseau des Léchères
- L'Hermance (13 km), frontière Haute-Savoie - Genève
  - Le Chamburaz
  - Le Nant Courbe